# 中国科学院自动化研究所
中国科学院自动化研究所，为中国科学院下属研究机构。成立于1956年，位于北京市海淀区，是以控制科学、模式识别、分子影像等研究为主的国家科研机构。

## 历史沿革
1956年，中国科学院自动化及远距离操纵研究所成立。1960年，经国家科委批准定名为中国科学院自动化研究所。1968年，中国科学院自动化研究所整建制并入中国人民解放军第五研究院，并更名为空间控制技术研究所，隶属于国防科委。1970年，在原中国科学技术大学中关村分部基础上重建中国科学院自动所研究所。

## 研究机构[1]
- 多模态人工智能系统全国重点实验室
- 复杂系统认知与决策实验室
- 国家专用集成电路设计工程技术研究中心
- 中国科学院分子影像重点实验室
- 智能制造技术与系统研究中心
- 综合信息系统研究中心
- 数字内容技术与服务研究中心
- 精密感知与控制研究中心
- 空天信息研究中心
- 脑网络组研究中心
- 智能感知与计算研究中心
- 类脑智能研究中心
- 智能系统与工程研究中心
- 紫东太初大模型中心